# 砂拉越州旗
砂拉越州旗是马来西亚联邦砂拉越邦的象征之一。
旗帜以黄色为底色，有红、黑两道条纹从左上角斜行到右下角，条纹中央则绘着黄色九芒星。

## 象征意义
依据马来西亚新闻局及砂拉越州政府官方的解说：红色象征砂拉越人民为建立国家所付出的勇气、决心与牺牲；黄色象征崇高的法治以及多元民族间的和平共处；黑色象征石油及原木等丰富的天然资源。
黄色的九芒星象征砂拉越邦旗启用时所拥有九个省份，也象征人民为改善生活质量而不断奋斗的坚定志向。

## 历史旗帜
- 比例1:2（1841年 - 1848年）
- （1848年 - 1870年）
- 比例1:2（1870年 - 1946年）

- 比例1:2（1946年 - 1963年）
- 总督旗，比例1:2（1946年 - 1963年）

- 比例1:2（1963年 - 1973年）
- 比例1:2（1973年 - 1988年）
- 比例1:2（1988年至今）